# Yutz
Yutz (prononcé [ jyts]) est une commune française située dans le département de la Moselle, en région Grand Est. Cette municipalité du pays thionvillois résulte de la fusion en 1971 des anciennes communes de Basse-Yutz et de Haute-Yutz.
Ses habitants sont appelés les Yussois ou Yutzois et sont au nombre de 17497 en 2022.

## Géographie
L’agglomération yussoise occupe depuis l’Antiquité un endroit stratégique, le côté alluvionnaire (rive droite) du coude de la Moselle qui opère à cet endroit son grand virage en direction du Rhin. La ville est entourée de plusieurs collines : le Selvert (207 m), la côte des Roses (ou côte d’Illange, 219 m), Kollom (194 m) et le Galienberg. Elle est constituée de trois bans : Basse-Yutz, Macquenom et Haute-Yutz. Les deux premiers s’étendent principalement dans la plaine de la Moselle (155 m) tandis que le quartier de Haute-Yutz occupe le flanc du Selvert.
Yutz fait partie intégrante de l’Unité urbaine de Thionville. Elle se situe juste derrière la gare de Thionville.

### Communes limitrophes
| Manom                |                    | Basse-Ham |
| Thionville, Terville | Yutz               | Kuntzig   |
| Florange             | Illange, Bertrange | Stuckange |

### Hydrographie
La commune est située dans le bassin versant du Rhin au sein du bassin Rhin-Meuse. Elle est drainée par la Moselle, la Moselle canalisée, le ruisseau le Helpert et le fossé des Remparts de Thionville.
La Moselle, d’une longueur totale de 560 kilomètres, dont 315 kilomètres en France, prend sa source dans le massif des Vosges au col de Bussang et se jette dans le Rhin à Coblence en Allemagne.
La Moselle canalisée, d'une longueur totale de 135,2 km, prend sa source dans la commune de Pont-Saint-Vincent et se jette  dans la Moselle à Kœnigsmacker, après avoir traversé 61 communes.

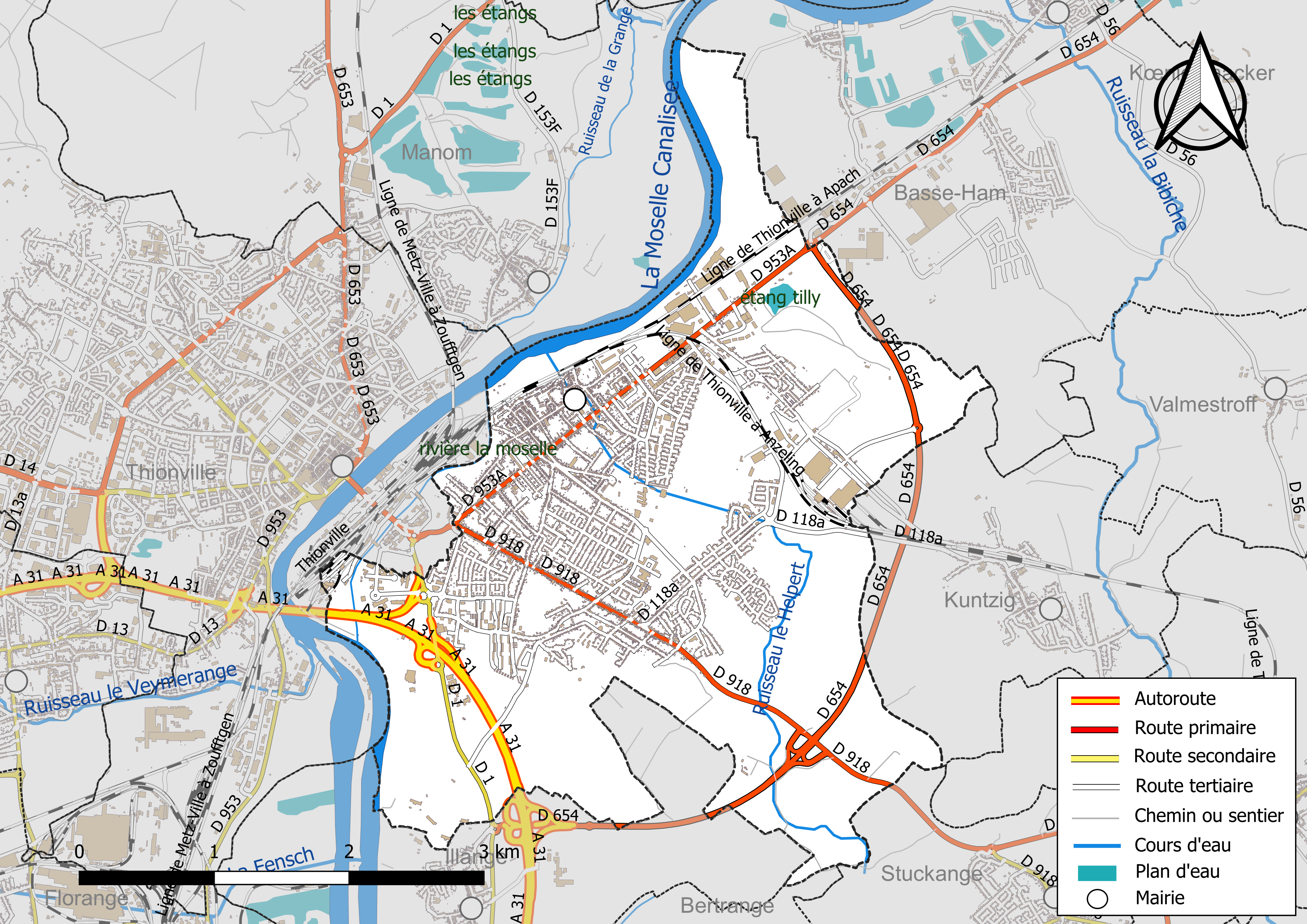
Réseaux hydrographique et routier d'Yutz.

La qualité des eaux des principaux cours d’eau de la commune, notamment de la Moselle et de la Moselle canalisée, peut être consultée sur un site dédié géré par les agences de l’eau et l’Agence française pour la biodiversité.

### Climat
Pour des articles plus généraux, voir Climat du Grand Est et Climat de la Moselle.
En 2010, le climat de la commune est de type climat des marges montargnardes, selon une étude du Centre national de la recherche scientifique s'appuyant sur une série de données couvrant la période 1971-2000. En 2020, Météo-France publie une typologie des climats de la France métropolitaine dans laquelle la commune est exposée à un climat semi-continental et est dans la région climatique  Lorraine, plateau de Langres, Morvan, caractérisée par un hiver rude (1,5 °C), des vents modérés et des brouillards fréquents en automne et hiver. 
Pour la période 1971-2000, la température annuelle moyenne est de 9,6 °C, avec une amplitude thermique annuelle de 16,7 °C. Le cumul annuel moyen de précipitations est de 781 mm, avec 12,6 jours de précipitations en janvier et 9,1 jours en juillet. Pour la période 1991-2020, la température moyenne annuelle observée sur la station météorologique de Météo-France la plus proche, « Malancourt », sur la commune d'Amnéville à 11 km à vol d'oiseau, est de 10,2 °C et le cumul annuel moyen de précipitations est de 884,1 mm. 
La température maximale relevée sur cette station est de 39,3 °C, atteinte le 25 juillet 2019 ; la température minimale est de −17,9 °C, atteinte le 5 janvier 1985,,. 
Les paramètres climatiques de la commune ont été estimés pour le milieu du siècle (2041-2070) selon différents scénarios d'émission de gaz à effet de serre à partir des nouvelles projections climatiques de référence DRIAS-2020. Ils sont consultables sur un site dédié publié par Météo-France en novembre 2022.

## Urbanisme

### Typologie
Au 1er janvier 2024, Yutz est catégorisée centre urbain intermédiaire, selon la nouvelle grille communale de densité à sept niveaux définie par l'Insee en 2022.
Elle appartient à l'unité urbaine de Thionville, une agglomération intra-départementale regroupant douze  communes, dont elle est une commune de la banlieue,,. Par ailleurs la commune fait partie de l'aire d'attraction de Luxembourg (partie française), dont elle est une commune de la couronne,. Cette aire, qui regroupe 115 communes, est catégorisée dans les aires de 700 000 habitants ou plus (hors Paris),.

### Occupation des sols
L'occupation des sols de la commune, telle qu'elle ressort de la base de données européenne d’occupation biophysique des sols Corine Land Cover (CLC), est marquée par l'importance des territoires artificialisés (47,9 % en 2018), en augmentation par rapport à 1990 (35 %). La répartition détaillée en 2018 est la suivante : 
zones urbanisées (34,3 %), terres arables (17,5 %), forêts (15,7 %), prairies (13,7 %), zones industrielles ou commerciales et réseaux de communication (9 %), eaux continentales (2,8 %), zones agricoles hétérogènes (2,5 %), espaces verts artificialisés, non agricoles (2,4 %), mines, décharges et chantiers (2,2 %). L'évolution de l’occupation des sols de la commune et de ses infrastructures peut être observée sur les différentes représentations cartographiques du territoire : la carte de Cassini (XVIIIe siècle), la carte d'état-major (1820-1866) et les cartes ou photos aériennes de l'IGN pour la période actuelle (1950 à aujourd'hui).

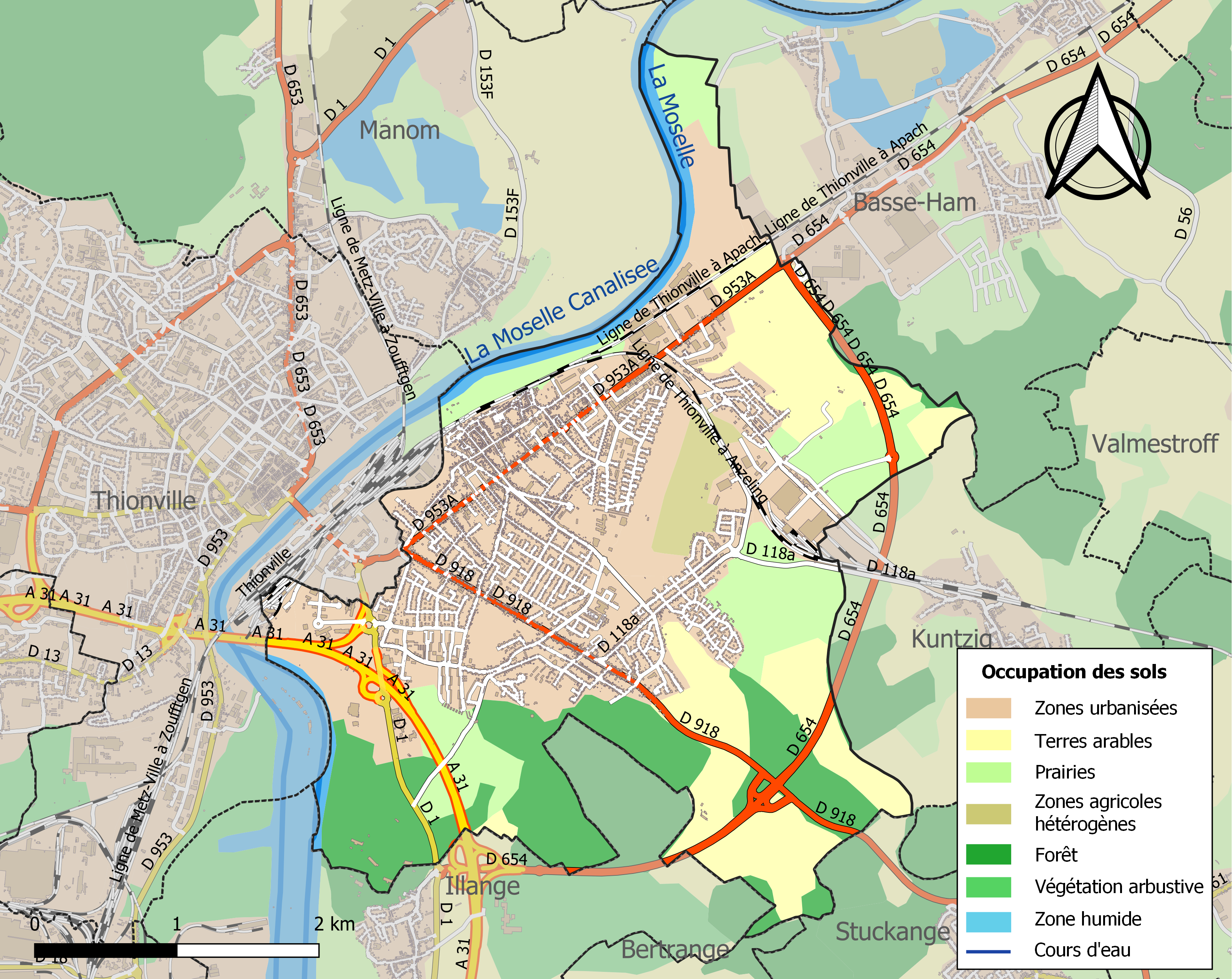
Carte des infrastructures et de l'occupation des sols de la commune en 2018 (CLC).

## Toponymie
- Yutz : Comitatus Judiacensis au IXe siècle, Judicium[17] en 844, Comitatus Judicii en 960, Comitatus judiciensis en 973, Yütz[18]. Jeutz en allemand. Jäiz en francique lorrain.
  - Basse Yutz : Ieutz/Geutz (1544), Judtz (XVIIe siècle), Lutz (1606), Nider Joutz (1664-1665), Itz (1686), Yeutz (XVIIIe siècle), Yutz la Basse (1793), Intz (1801), Nieder-Jeutz (1871-1918). Nieder-Geits en allemand[18]. Nidder-jäiz en francique lorrain.
  - Haute-Yutz : Oberieutz (1606), Itz (1686), Yeutz, Yeut-Haute (XVIIIe siècle), Yutz la Haute (1793), Intz Haute (1801), Ober-Jeutz (1871-1918). Ober-Geits en allemand[18]. Uewer-Jäiz et Ower-Jäiz en francique lorrain.

D'après la seconde forme ancienne latinisée, le nom de Yutz est apparemment issu du latin judex, judicium au sens de « lieu de justice, tribunal », cependant ce genre de latinisation est le plus souvent fantaisiste. Il s'agit plutôt d'un toponyme gallo-roman composé à partir de l'anthroponyme germanique Judo, suivi du suffixe -icium ou plutôt (-i)-acum réduit par la suite à -icium, d'après la forme contemporaine, c'est-à-dire *Judiacum (-ensis dans la forme la plus ancienne est un suffixe latin ajouté pour marquer l'origine, la provenance, mais n'a rien à voir avec le toponyme). Les toponymes gallo-romans en -iacum sont souvent basés sur un nom de personne germanique à l'époque du Bas Empire. Par contre, la germanisation plus tardive du toponyme n'est pas liée à son étymologie.
On prononçait « Basse-Ius » et « Haute-Ius » avant la fusion de 1971 et on prononce à nouveau le [t] depuis que la commune porte le nom de Yutz tout court.

### Sobriquet
Surnom à propos des Yussois : Die Muertentrippler (ceux qui piétinent sur les carottes), selon les dires des communes voisines, les gens de Yutz étaient des grands consommateurs de carottes et réservaient une grande place à leur plantation.

## Histoire
Avant notre ère : présence des Celtes sur le site de Yutz attesté par la découverte d'œnochoés et de stamnos à Basse-Yurtz.
IIe - IVe siècle après notre ère : Judicium est un bourg « industriel » gallo-romain de potiers (sigillées), de tuiliers et de briquetiers exportant leurs produits par chalands sur la Moselle. On aurait retrouvé des sigillées de Yutz sur le limes prouvant que l’officine de Yutz fournissait les armées romaines du Rhin.
IVe siècle : première trace de civilisation chrétienne à Yutz.
VIe - VIIIe siècle (époque austrasienne) : Judicium est le chef-lieu d’un vaste comté.
VIIIe siècle : Charlemagne choisit d’installer son palais de villégiature en face de la ville de Judicium, sur la rive gauche de la Moselle, donnant naissance à Thionville. À chaque séjour impérial, sa suite campe sur la rive droite. L’empereur et sa cour alimentent l’économie de Judicium qui demeure chef-lieu de comté.
An 844 : concile de Judicium. Drogon, évêque de Metz, réunit ses pairs et les trois rois héritiers de l’Empire carolingien, Charles le Chauve, Louis le Germanique et Lothaire dans l’église de Yutz. Après le traité de partage de Verdun, l’objet de cette rencontre était de fixer un modus vivendi entre les trois souverains pour assurer la paix.
Autour de l'an 1000 : destruction du château de Meilbourg (nom de la seigneurie de Yutz), déclin de Judicium.
Bas Moyen Âge : l'ancienne agglomération yussoise est éclaté en plusieurs villages : Basse-Yutz, Haute-Yutz, Macquenom, Illange et Ellerange.
Début XVIIe siècle : les seigneurs du comté de Meilbourg se réinstallent à Yutz.
1635 : guerre de Trente Ans, le hameau d’Ellerange est à jamais rayé de la carte.
1650 : première mention écrite de la confrérie de Saint-Nicolas (saint Nicolas est le patron des pêcheurs), confrérie de pêcheurs devenue société mutualiste pour toute la population locale à la suite des ravages de la guerre de Trente Ans. Cette confrérie qui a survécu à la Révolution française existe toujours. Elle est aujourd’hui l’une des plus vieilles institutions de France.
1659 : Yutz, avec toute la région de Thionville (qui relevait du duché de Luxembourg et, donc, des Pays-Bas espagnols), est cédée par l'Espagne à la France de Louis XIV à la faveur du traité des Pyrénées.
1815 : destruction de Haute-Yutz et de l’église conciliaire sur décision du général « vandale » Léopold Hugo afin d’établir un périmètre de sécurité autour du couronné de Yutz (fortifications bastionnées datant du XVIIIe siècle). Le village fut reconstruit sur la partie de son territoire en dehors du rayon de défense de la tête du pont.
1882 : création à Yutz de la première caisse Raiffeisen de Moselle. Deviendra Crédit mutuel après le retour à la France.
Fin XIXe siècle / début XXe siècle : l’installation de la brasserie Saint-Nicolas, d’une usine de métallurgie, d’ateliers du chemin de fer et d’un camp militaire font « exploser » la population de Yutz qui connaît son premier essor urbain.
Années 1920 : plusieurs aviateurs français célèbres (Henri Guillaumet, Jean Mermoz…) stationnent au champ d’aviation de Yutz dans le cadre de leur service militaire.
En 1810, le village de Macquenom fut rattaché à Basse-Yutz.
Comme les autres communes de l'actuel département de la Moselle, Yutz est annexée à l’Empire allemand de 1871 à 1918. Lorsque la Première Guerre mondiale éclate, les jeunes Mosellans sont incorporés dans l'armée impériale allemande. Beaucoup de jeunes gens tomberont au champ d'honneur sous l’uniforme allemand, sur le Front de l’Est, mais aussi à l’Ouest, en particulier en France et dans les Flandres. Sujets de l'Empereur depuis près d'un demi-siècle, les Mosellans accueillent avec joie la fin des hostilités et la paix retrouvée[réf. nécessaire]. Yutz redevient française.
La Seconde Guerre mondiale et le drame de l'Annexion marqueront longtemps les esprits. La commune de Yutz ne sera pas épargnée par les combats menés par la IIIe armée américaine avant d'être libérée le 13 septembre 1944.
1er janvier 1971 : fusion des communes de Basse-Yutz et Haute-Yutz, elles avaient auparavant déjà fusionné en 1810, fusion qui fut annulée en 1875.

## Politique et administration

### Liste des maires
| Période    | Période              | Identité             | Étiquette    | Qualité |
| ---------- | -------------------- | -------------------- | ------------ | --- |
| 1971       | 1976 (décès)         | François Dupont      | RI           | Conseiller général de Yutz (1967 → 1973) Ancien maire de Basse-Yutz (1949 → 1971) |
| mars 1977  | mars 1989            | Jean-Pierre Bonnetin | PCF puis PS  | |
| mars 1989  | juin 1995            | René Wagner          | DVD          | |
| juin 1995  | mars 2011            | Patrick Weiten       | DVD puis UDI | Ingénieur Conseiller général puis départemental de Yutz (depuis 1998) Président du conseil général de la Moselle (depuis 2011) Président de la CA Portes de France-Thionville (2008 → 2016) |
| avril 2011 | mai 2016 (démission) | Philippe Slendzak    | DVD          | Réviseur d'entreprises 1er vice-président de la CA Portes de France-Thionville |
| juin 2016  | juin 2020            | Bruno Sapin          | DVD          | Directeur commercial 1er vice-président de la CA Portes de France-Thionville |
| juin 2020  | En cours             | Clémence Pouget      | SE           | Coordinatrice de projets de recherche au LISER 1re vice-présidente de la CA Portes de France-Thionville (depuis 2020)                                                                       |

| Période                                  | Période  | Identité                  | Étiquette   | Qualité                                                                                 |
| ---------------------------------------- | -------- | ------------------------- | ----------- | --------------------------------------------------------------------------------------- |
| Les données manquantes sont à compléter. |          |                           |             |                                                                                         |
| mai 1925                                 | mai 1935 | Émile Fritsch (1894-1972) | PC          | Serrurier de la Société des chemins de fer d’Alsace-Lorraine                            |
| ?                                        | 1949     | Léon Royer                |             |                                                                                         |
| 1949                                     | 1971     | François Dupont           | DVD puis RI | Conseiller général de Thionville (1960 → 1967) Conseiller général de Yutz (1967 → 1973) |

### Tendances politiques et résultats

#### Élections municipales de 2008
Le maire sortant Patrick Weiten (étiqueté UDI) a été réélu le 9 mars 2008 (dès le premier tour) avec 81,87 % des voix.
Résultats des élections municipales à Yutz :
- Patrick Weiten (« Renouveau Yussois », divers droite) : 81,87 %, 5 538 voix, 30 élus
- Yannick Williot (« Yutz utile », PS) : 18,13 %, 1 226 voix, 3 élus
- 12 224 inscrits
- 6 935 suffrages exprimés
- Taux de participation : 53,36 % (soit un taux d'abstention de 43,36 %)
- Blancs ou nuls : 2,47 %

#### Élections intercommunales de 2008
Patrick Weiten a été élu à la suite des élections municipales de mars 2008, à la quasi-unanimité, président de la communauté d'agglomération Portes de France-Thionville, qui regroupe treize communes membres : Angevillers, Basse-Ham, Fontoy, Havange, Illange, Kuntzig, Lommerange, Manom, Rochonvillers, Terville, Tressange, Thionville et Yutz.

#### Élections cantonales de 2011
Au 1er tour des élections cantonales, le 20 mars 2011, le taux de participation est faible : 36,32 %. On peut également compter 0,45 % de bulletins blancs ou nuls.
Patrick Weiten recueille 63,44 % des voix, contre 12,98 % à son adversaire socialiste Yannick Williot, lequel devance de peu le candidat investi par le FN Gilbert Garni, qui obtient 12,1 % des suffrages exprimés. Patrick Weiten et Yannick Williot sont en ballottage en raison d'une trop forte abstention. Le 2e tour, le 27 mars 2011, voit Patrick Weiten recueillir 74,87 % des voix, tandis que Yannick Williot en récolte 25,13 %. Patrick Weiten est donc réélu conseiller général de la Moselle dans le canton de Yutz.
Patrick Weiten a ensuite été élu président du conseil général de la Moselle. Philippe Slendzak, 11e vice-président de la communauté d'agglomération Portes de France-Thionville, délégué aux finances, est élu maire de Yutz, en remplacement de monsieur Weiten, qui ne pouvait pas cumuler deux fonctions exécutives. Patrick Weiten est désormais le 1er adjoint au maire de Yutz.

## Démographie
L'évolution du nombre d'habitants est connue à travers les recensements de la population effectués dans la commune depuis 1793. Pour les communes de plus de 10 000 habitants les recensements ont lieu chaque année à la suite d'une enquête par sondage auprès d'un échantillon d'adresses représentant 8 % de leurs logements, contrairement aux autres communes qui ont un recensement réel tous les cinq ans,.

En 2022, la commune comptait 17 497 habitants, en évolution de +7,09 % par rapport à 2016 (Moselle : +0,52 %, France hors Mayotte : +2,11 %).
| 1793 | 1800 | 1806 | 1821  | 1836  | 1841  | 1861  | 1866  | 1871  |
| ---- | ---- | ---- | ----- | ----- | ----- | ----- | ----- | ----- |
| 413  | 344  | 525  | 1 023 | 1 516 | 1 529 | 1 375 | 1 482 | 1 502 |

| 1875  | 1880  | 1885  | 1890  | 1895  | 1900  | 1905  | 1910  | 1921  |
| ----- | ----- | ----- | ----- | ----- | ----- | ----- | ----- | ----- |
| 1 053 | 1 077 | 1 366 | 1 419 | 2 064 | 3 601 | 5 332 | 5 710 | 7 578 |

| 1926  | 1931  | 1936  | 1946  | 1954  | 1962   | 1968   | 1975   | 1982   |
| ----- | ----- | ----- | ----- | ----- | ------ | ------ | ------ | ------ |
| 8 107 | 9 092 | 8 609 | 7 410 | 8 801 | 10 565 | 11 327 | 17 029 | 15 444 |

| 1990   | 1999   | 2006   | 2011   | 2016   | 2021   | 2022   | - | - |
| ------ | ------ | ------ | ------ | ------ | ------ | ------ | - | - |
| 13 920 | 14 687 | 15 751 | 15 885 | 16 338 | 17 401 | 17 497 | - | - |

## Vie locale

### Enseignement

#### Écoles pré-élémentaire
- Charles-Peguy, impasse Antoinette
- Émile-Fritsch, avenue François-Dupont
- Jacques-Prévert, rue Drogon
- Jean-Moulin, rue Jean-Moulin
- Pasteur, rue du Vieux-Bourg
- Saint-Exupéry, avenue de Gaulle
- Schuman, impasse Selver
- Victor-Hugo, rue Victor-Hugo

#### Écoles élémentaires
- Charles-Peguy, Grand’rue
- Jacques-Prévert, 53A, rue de la République
- Pasteur, rue Pasteur
- Saint-Exupéry, avenue de Gaulle
- Schuman, impasse Selver
- Victor-Hugo, rue Victor-Hugo

#### Collège
- Collège Jean Mermoz, 3, place de l’Arc-en-Ciel

### Sports
- Football: FC Yutz

Yutz handball féminin

## Culture locale et patrimoine
- Les  œnochoés de Basse-Yutz, exceptionnels, d’époque celte, retrouvés vers 1920 à Basse-Yutz lors des travaux de création de la voie de chemin de fer sont  exposés au British Museum de Londres.

### Lieux et monuments

#### Édifices civils

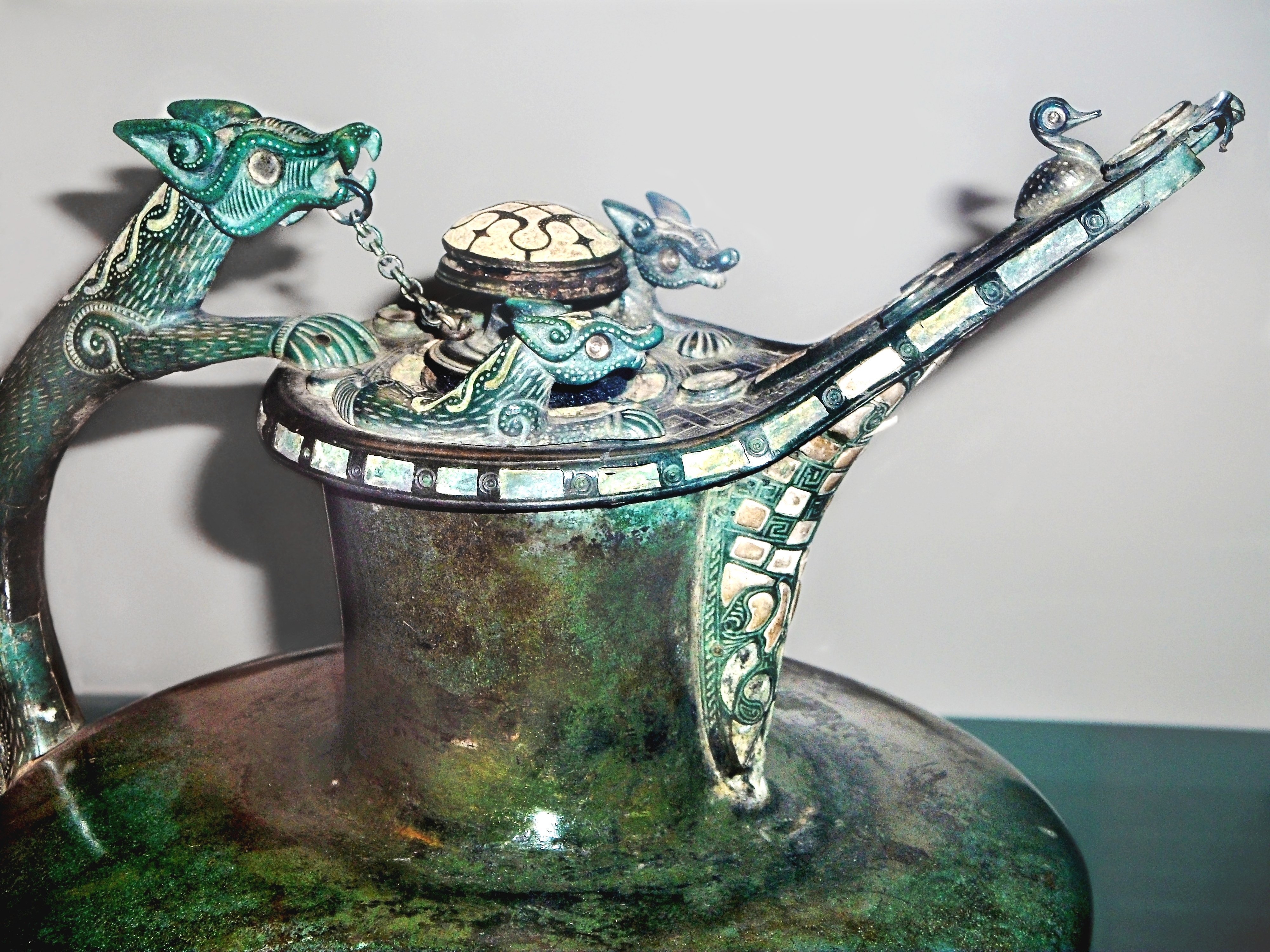
Détail d'un vase de Yutz, au British Museum.

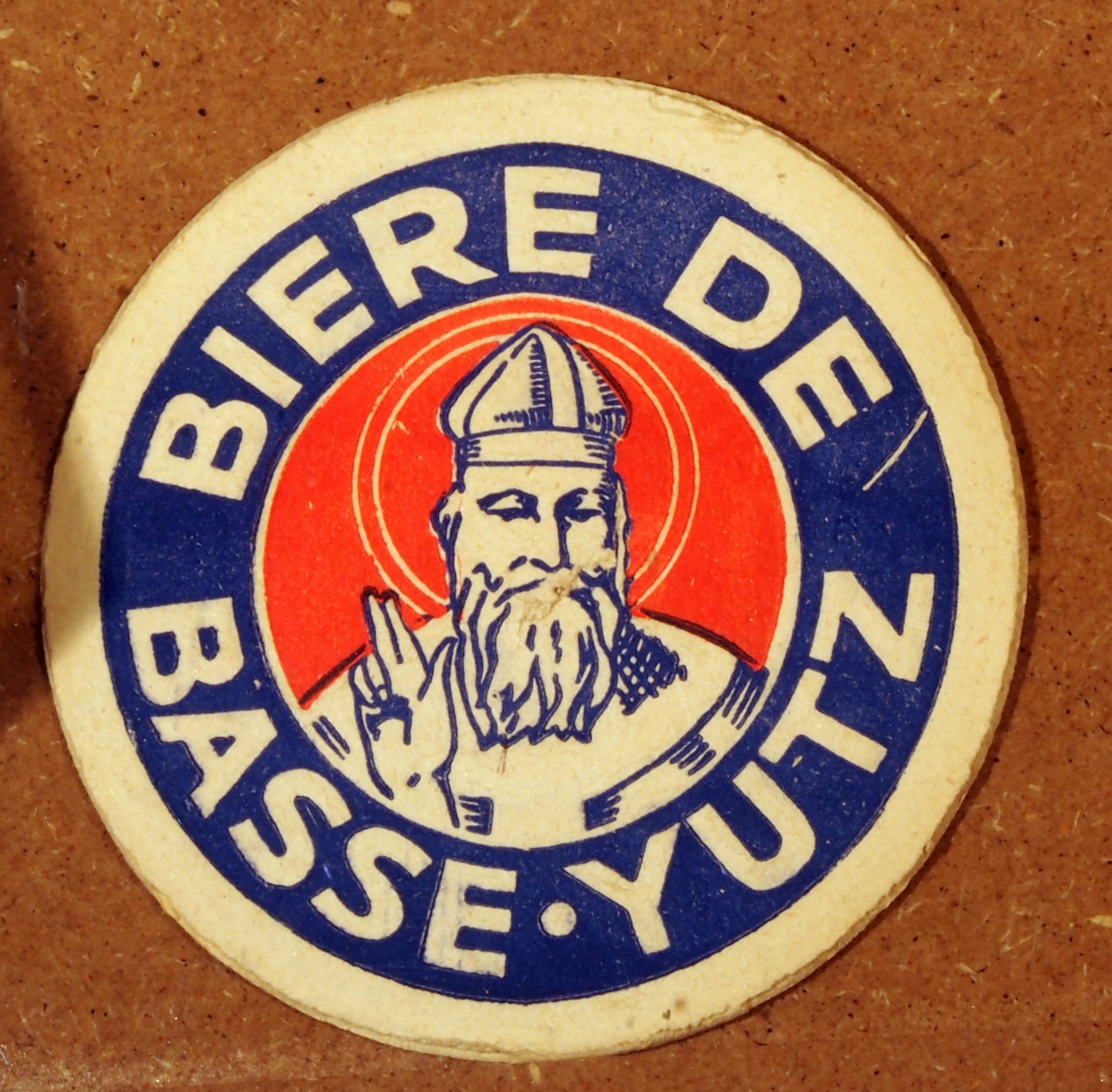
Sous-bock de la brasserie de Basse-Yutz.

- Moules et sigillées gallo-romains remarquables d’une officine de potiers de Yutz, exposées au Musée du Pays thionvillois qui leur consacre toute une salle à la tour aux Puces de Thionville.
- Parc du fort d’Illange : ensemble fortifié allemand (Feste) construit sous le règne du Kaiser Guillaume II surplombant la Moselle et dont les abords entourés de végétation luxuriante ont été aménagés en circuit de promenade sur les bans communaux de Yutz et d’Illange.
- Vieux Macquenom : ensemble de fermes agricoles et de maisons de pêcheurs formant ancien village (XVIIIe et XIXe siècles). Ce lieu ce nommait Maken Howen en 1439. Il se nomme également Mackenhofen en allemand et Mackenowen en francique lorrain.
- Maison des Bains (galerie publique communale).
- La salle Bestien : salle de fêtes municipale d’époque 1900.
- Quelques exemples remarquables de villas de période wilhelmienne.
- Brasserie Saint-Nicolas, puis de Basse-Yutz (Yeutzer-Bräu), élevée en 1898, désaffectée en 1986, largement détruite en 1997. De cette époque datent : bureau, laboratoire, atelier de fabrication, entrepôt industriel, logement patronal, cantine et cheminée (détruite). Un magasin industriel et la conciergerie datent du début du 3e quart du XXe siècle. Brasserie désaffectée depuis 1986, les installations (cuves à fermentation, chaudières) ont été démontées puis envoyées en Chine pour réutilisation. L'alimentation en eau de la brasserie se faisait à partir de puits situés à Haute-Yutz. Au début du XXe siècle, la glace destinée à la fabrication de la bière était entreposée au 1er niveau de l'atelier de fabrication (utilisé par la suite pour le stockage de la bière) ; à cet effet, les murs du bâtiment de 60 cm d'épaisseur (mesure estimée) comportent un vide central destiné à assurer une régulation frigorifique nécessaire à la conservation de la glace. La brasserie employait 120 personnes en 1954.

#### Édifices religieux
- Église paroissiale Saint-Joseph de Haute-Yutz, construite en 1963 par l’entrepreneur Loutzweiler, d’après les plans de l’architecte Martinez de Thionville, à côté de l’ancienne église paroissiale Sainte-Ursule. Elle est élevée au titre de sanctuaire diocésain le 24 mai 2021[32].
- Église ancienne Sainte-Ursule de Haute-Yutz, construite au XIXe siècle. après la destruction du village de Haute-Yutz en 1815, elle est aujourd’hui désaffectée.
- Église paroissiale Saint-Nicolas de Basse-Yutz. Située à l’angle de la rue Jean-Jaurès et de la Grand’Rue, l’église primitive située à l’entrée Ouest du village où se tint un concile en 846, fut reconstruite en 1571 puis détruite en 1815 par le général Hugo pour faciliter la défense de Thionville. Reconstruite en 1822 par l’entrepreneur Guillemand, d’après des plans de l’architecte Derobe, elle est détruite par un incendie en 1890. Reconstruite en 1892 à l’initiative du curé Michel, elle est agrandie en 1925 et détruite en 1944 par les bombardements. Elle est à nouveau reconstruite en 1958. La nouvelle église est l’un des plus grands édifices religieux d’architecture contemporaine en région Lorraine, modèle unique des années 1950. Originalités : vitraux de Camille Hilaire (chœur et nef), façade de Casazza (vitraux et mosaïque), baptistère et campanile.
- Église Sainte-Croix à Yutz-Cité, exemple d’architecture religieuse dans le pur style des années 1930. Originalité : intérieur structuré par des arcs diaphragmes.
- Statue monumentale de saint Nicolas (XIXe siècle). Cette statue était l'emblème de la brasserie de Basse-Yutz et se trouvait sur la façade de l'édifice. Lors de la destruction de la brasserie, elle a été transférée dans le jardin de l'église Saint-Nicolas de Basse-Yutz.
- Temple protestant réformé, rue de la République, inauguré en 1929. Situé dans un parc, le temple est un édifice en croix grecque.
- Croix monumentale à Haute-Yutz rue du Vieux-Bourg. Croix érigée après 1815, à l’emplacement du village de Haute-Yutz détruit en juin 1815 par le général Hugo pour faciliter la défense de Thionville ; le croisillon a été remplacé lors du déménagement de la croix à l’occasion de la construction de l’autoroute A31.
- Croix monumentale Bildstock à Haute-Yutz rue Pasteur. Croix peut-être érigée au XVIe siècle ; et restaurée au XIXe siècle.
- Croix monumentale à Haute-Yutz 186 rue du Président-Roosevelt. Croix érigée en 1824, date portée sur un cartouche sur la face antérieure du fût.
- Croix monumentale Bildstock à Haute-Yutz, rue de la Mairie : christ en croix ; Vierge ; saint Hubert ; saint Pierre.
- Croix monumentale à Haute-Yutz, rue de la Mairie. Croix érigée en 1825, date portée sur le socle, pour la commune de haute Yutz en souvenir de la chapelle démolie par fait de guerre.
- Croix monumentale Bildstock à Basse-Yutz, au 145 Grand’Rue : christ en croix ; Vierge ; Vierge de Pitié ; saint Eloi ; sainte Barbe.
- Croix monumentale à Basse-Yutz, au 105 rue des Romains. Croix érigée en 1829 (date portée sur la face antérieure du socle) pour François Jaclo et Catherine Nobs son épouse.
- Mosquée à Haute-Yutz (rue du Vieux-Bourg).
- Salle du Royaume, rue Jean Jaurès.

Lieux de culte
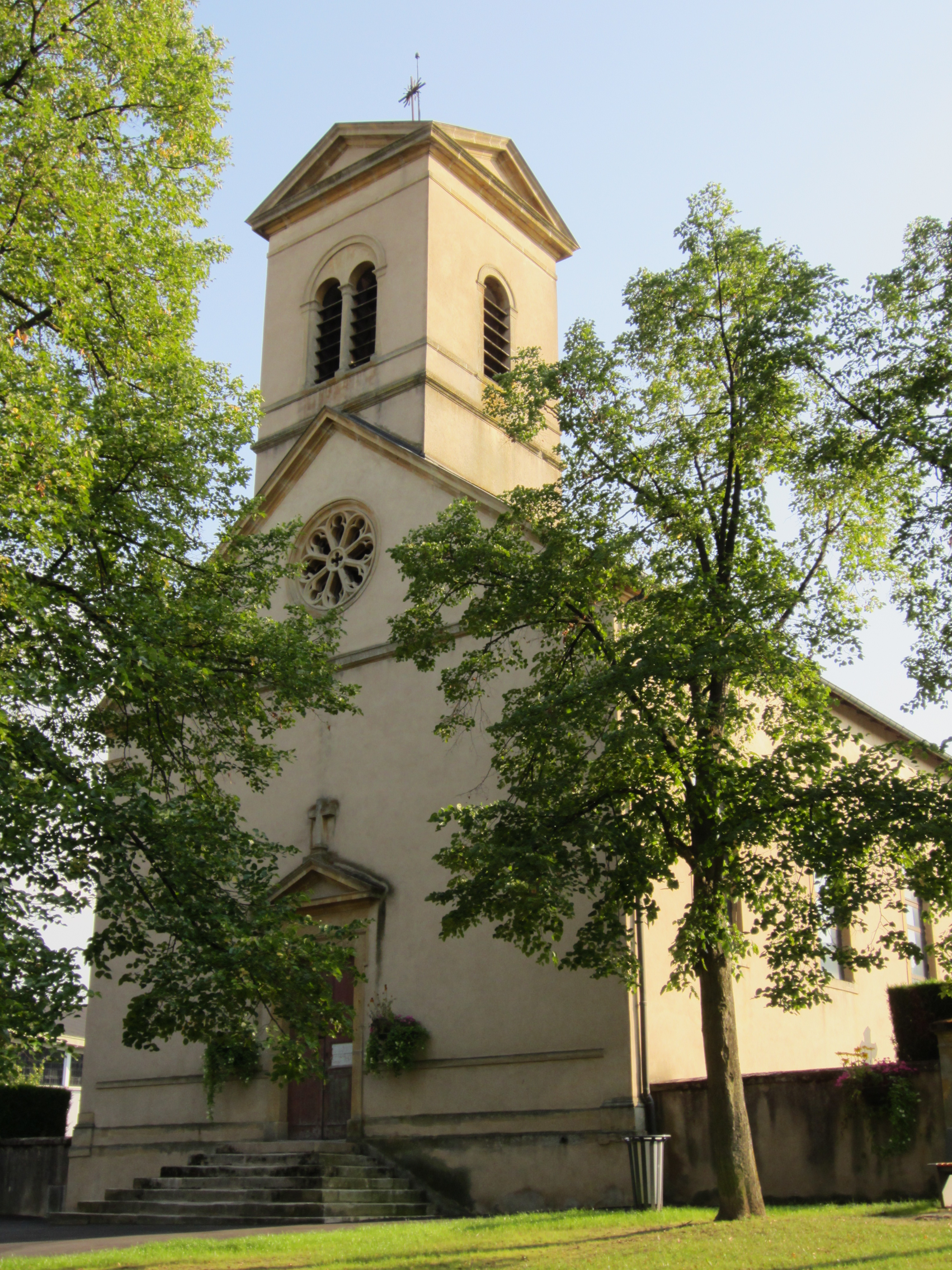
Ancienne église Sainte-Ursule de Haute-Yutz.
Église paroissiale Saint-Joseph de Haute-Yutz.
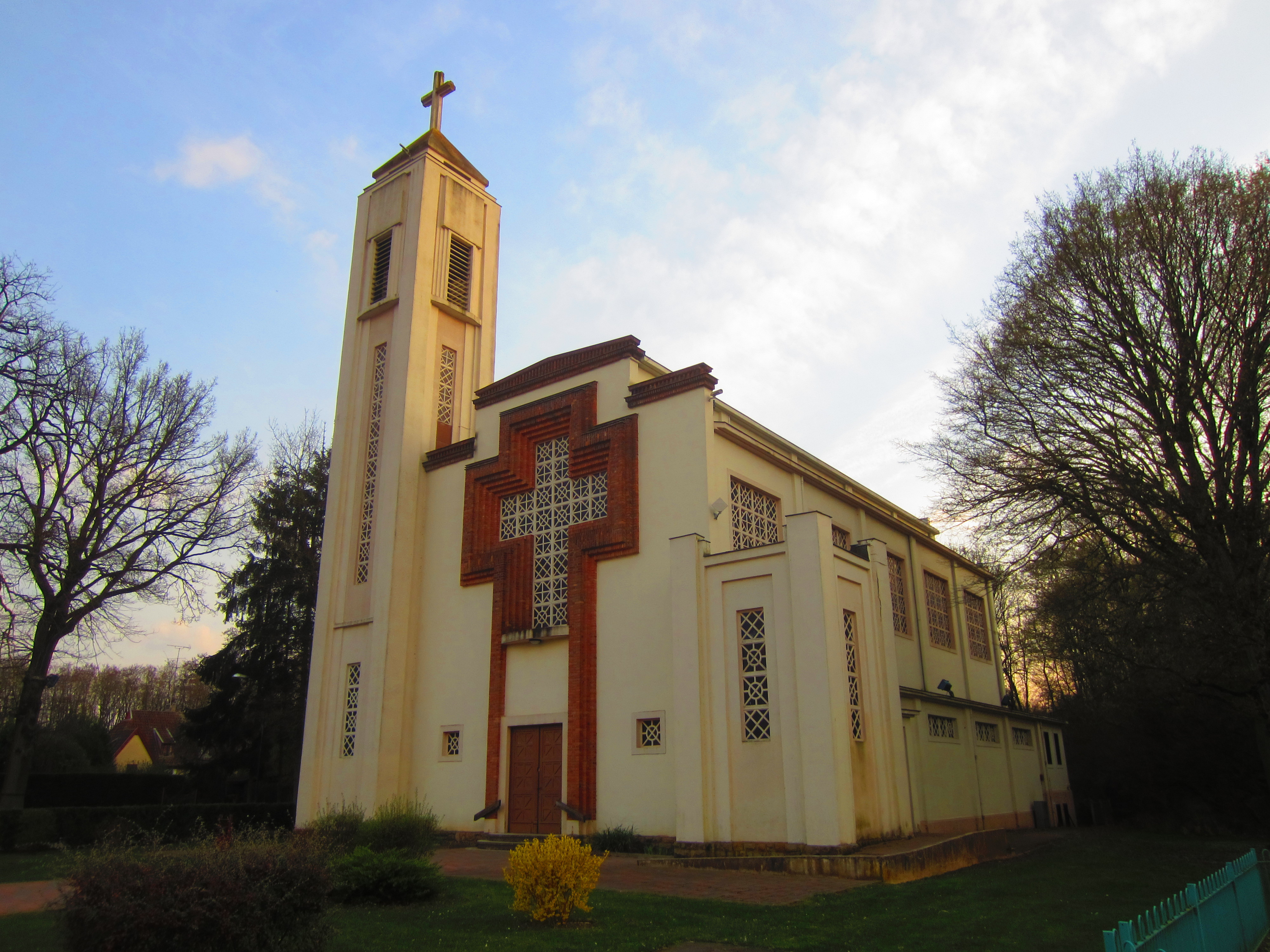
Église Sainte-Croix à Yutz-Cité.
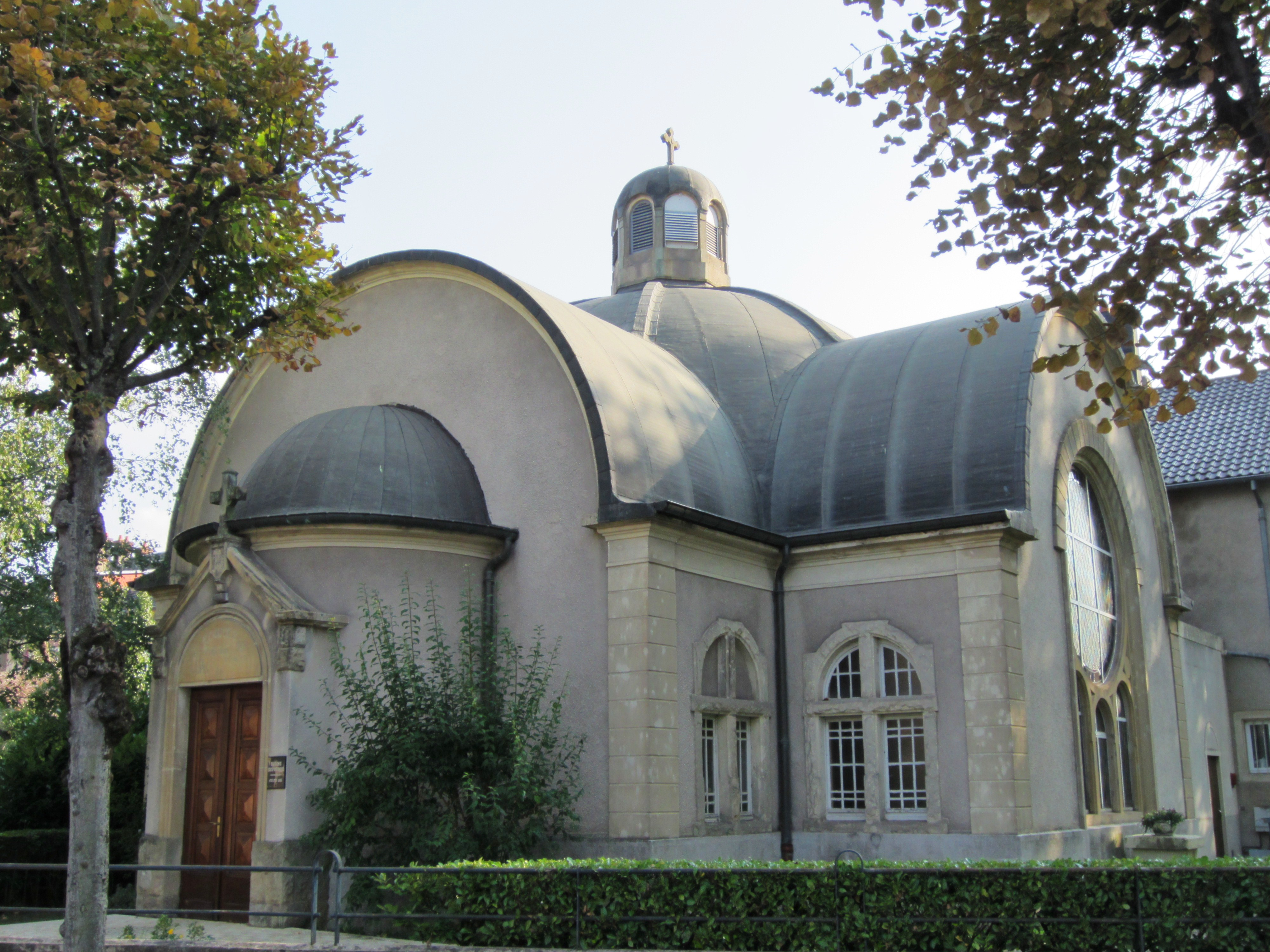
Temple protestant réformé de Basse-Yutz.
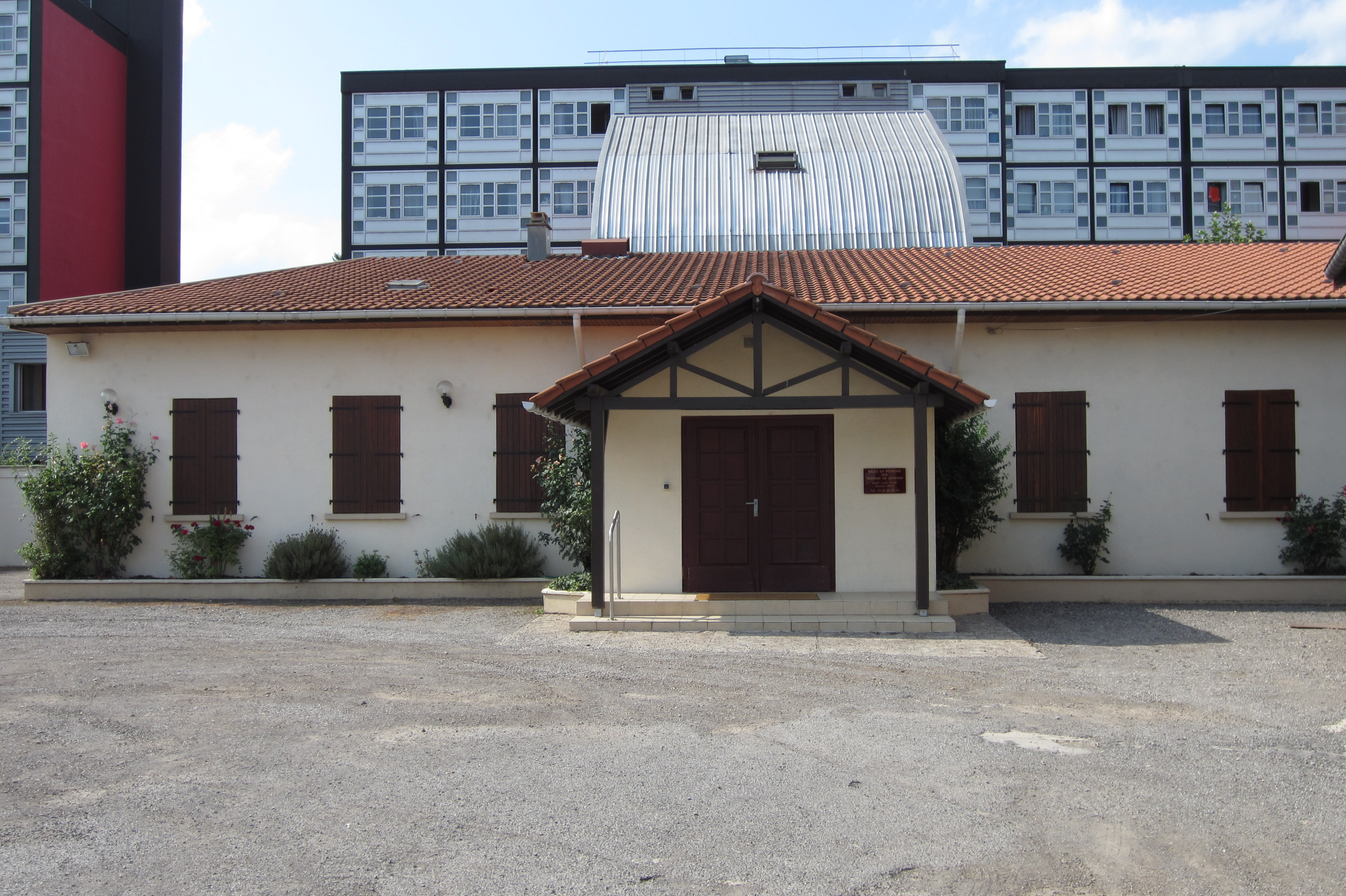
Salle du Royaume.
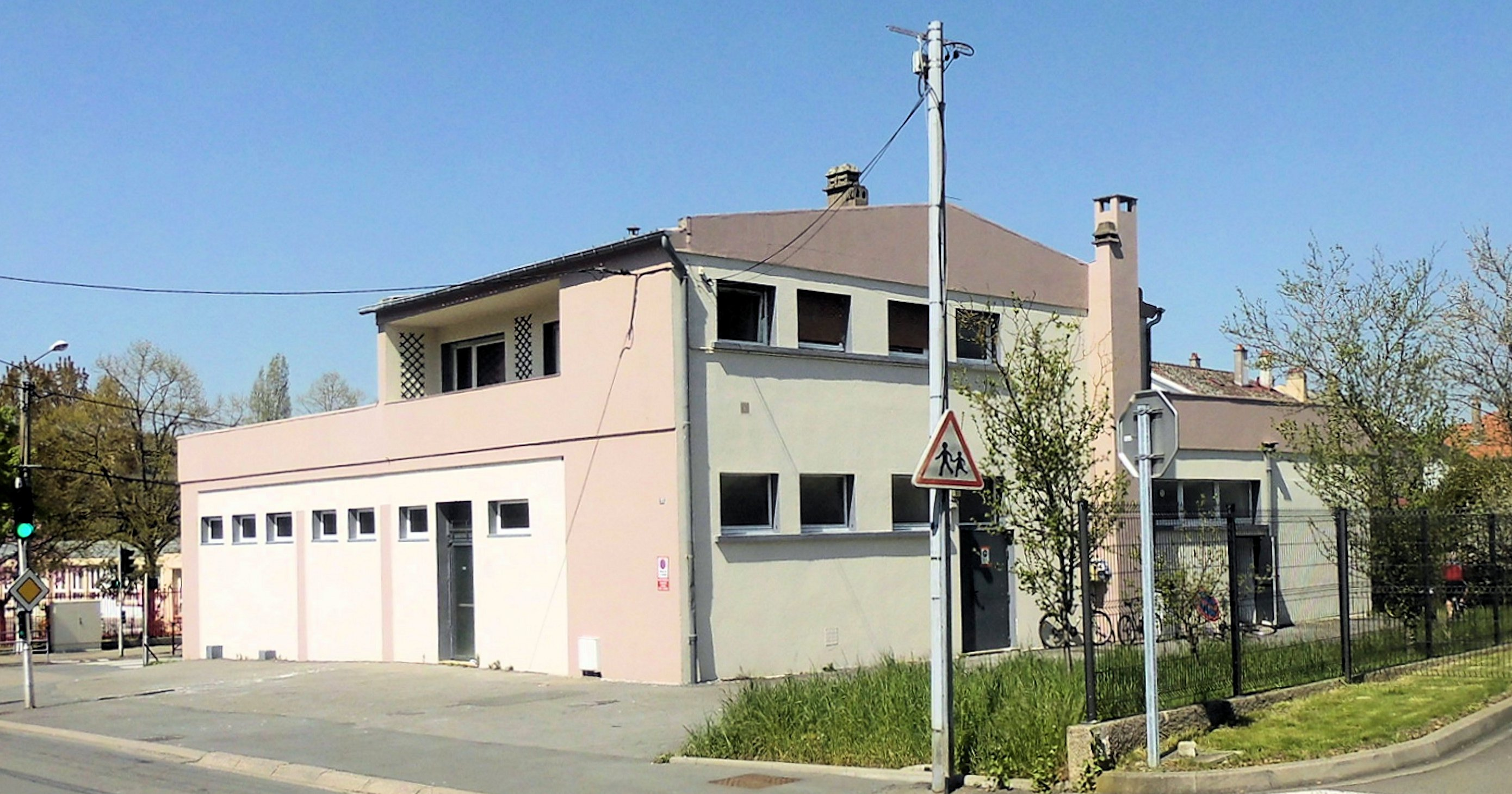
Mosquée.

### Personnalités de la commune

#### Personnalités nées dans la commune
- Louis Nels (1855 - 1910), haut fonctionnaire de l'Empire allemand (commissaire impérial dans le Sud-Ouest africain allemand de 1890 à 1891), né à Haute-Yutz le 16 décembre 1855.
- François Zimmer (1860 - 1920), homme politique lorrain, député au Landtag d'Alsace-Lorraine de 1911 à 1918, né à Basse-Yutz le 8 juillet 1860.
- Annelise Reichmann (1902–2000), peintre allemande, née à Basse-Yutz le 3 janvier 1902.
- Paul Leistenschneider (1907-1999), résistant, Compagnon de la Libération, né à Basse-Yutz le 16 janvier 1907.
- Wilhelm Emrich (1909–1998), critique littéraire allemand, professeur à l’Université libre de Berlin, éditeur, né à Yutz le 29 novembre 1909.
- Elisabeth Grümmer (1911–1986), chanteuse d’opéra, née à Basse-Yutz le 31 mars 1911.
- Paul-Joseph Schmitt (1911-1987), évêque de Metz de 1958 à 1987, né à Basse-Yutz le 31 mars 1911.
- Henri Poinsotte (1926-1997), organiste à Metzervisse pendant 40 ans, né à Basse-Yutz, le 17 septembre 1926.
- Rolland Ehrhardt (1941-2007),  footballeur professionnel français de 1956 à 1975, né à Haute-Yutz le 22 février 1941.

#### Personnalités liées à la commune
- Jean Mermoz, pilote basé à l'aérodrome de Thionville-Basse-Yutz.
- Jean Vodaine, ouvrier-poète-graveur-typographe-peintre franco-slovène, lauréat de nombreux prix internationaux (1921-2006), né le 6 juillet 1921 à Volče en Slovénie. Ses parents ont émigré à Basse-Yutz.

### Héraldique
| Blason de Yutz | Blason  | Fascé d’azur et d’or                                |
| Blason de Yutz | Détails | Il s’agit des armoiries des seigneurs de Meilbourg. |